# Brissay-Choigny
Brissay-Choigny – miejscowość i gmina we Francji, w regionie Hauts-de-France, w departamencie Aisne.
Według danych na styczeń 2014 roku gminę zamieszkiwało 311 osób, a gęstość zaludnienia wynosiła 34,2 osób/km².